# カソク
カソク株式会社は、大阪・東京を主に全国11都市およびアメリカ・ダラスで、アパートメントホテルやビジネスホテルも含む計40棟超の旅館業施設や戸建てホテルを展開する宿泊施設運営会社である。

## 運営ホテル一例
- ホテルアイマ（hotel aima）[3]
- Sumu powered by Airbnb Partners[4]
- 東sui京[5]